# Lever Tara
Lever Tara är ett samhälle i Montenegro. Det ligger i den norra delen av landet, 80 km norr om huvudstaden Podgorica. Lever Tara ligger 809 meter över havet och antalet invånare är 213.
Terrängen runt Lever Tara är huvudsakligen kuperad, men åt nordväst är den bergig. Lever Tara ligger nere i en dal. Runt Lever Tara är det ganska glesbefolkat, med 48 invånare per kvadratkilometer. Närmaste större samhälle är Žabljak, 10,6 km väster om Lever Tara. I omgivningarna runt Lever Tara växer i huvudsak blandskog.